# 바인 푸테
바인 푸테(베트남어: bánh phu thê)는 베트남의 결혼식 음식이다. 코코넛 과육을 갈아 넣은 카사바 녹말 반죽에 녹두 소를 넣고 판단 잎으로 싼 뒤 쪄서 만든다.

## 이름
베트남어 "바인(bánh)"은 한자 "餠(한국 한자음: 병)"에서 나온 말로, 쌀가루나 밀가루 등 곡분이나 찧은 밥 등으로 만든 음식을 두루 일컫는다. "푸테(phu thê)는 한자어로, "夫妻(한국 한자음: 부처)"를 베트남어식 발음으로 읽은 말이며 "부부"라는 뜻이다.

## 사진 갤러리

포장된 바인 푸테

## 같이 보기
- 봉치떡